# Mu Torere

Mu Torere

Mu Torere é um jogo de tabuleiro jogado principalmente pelos povos Maori da costa leste do Norte da Nova Zelândia. É um dos dois jogos de tabuleiro conhecidos que são jogados pelo povo Maori antes de seu país tornar-se parte do Império Britânico.
O chefe dos Ngati Haua, Tamihana Te Waharoa, supostamente desafiou o governador George Grey para uma partida de Mu Torere, com o país inteiro como prêmio para o vencedor, mas Grey recusou.

## Regras
É um jogo muito simples, do qual participam dois jogadores, cada um com quatro peças. O tabuleiro tem um formato de estela de oito pontas, possui nove casas (oito nas pontas e uma no centro) interligadas entre si.
O objetivo é bloquear o movimento das peças adversárias impedindo o acesso a uma casa adjacente que esteja vazia.
As peças são distribuidas entre as casas (chamadas kewai) nos oito pontos finais da estrela, com a casa central (chamada putahi) ficando vazia. Só é permitido ocupar a casa central  quando não haja outra casa disponível, e não é permitido saltar por sobre as peças. A saída efetua-se com uma peça contigua as peças do oponente. Os jogadores só podem mover-se para um kewai adjacente e só passar para o putahi se a peça está ao lado de um de seus oponentes. O vencedor é o jogador que bloqueia todas as peças de seus oponentes, impedindo-as de se mover.